# جيترة
أبو مليس أو جَيْتَرَة (الاسم العلمي: Blennius)، جنس أسماك بحرية من فصيلة أبو مليسيات.

## الأنواع
يوجد حاليًا نوعان معترف بهما في هذا الجنس
- Blennius normani Poll, 1949
- جيترة معيونة